# Лицько-Леще
44°48′ пн. ш. 15°19′ сх. д. / 44.8° пн. ш. 15.31° сх. д.
Лицько-Леще (хорв. Ličko Lešće) — населений пункт у Хорватії, у Лицько-Сенській жупанії у складі міста Оточаць.

## Населення
Населення за даними перепису 2011 року становило 709 осіб.
Динаміка чисельності населення поселення:

## Клімат
Середня річна температура становить 7,67 °C, середня максимальна — 20,66 °C, а середня мінімальна — -6,77 °C. Середня річна кількість опадів — 1408 мм.
| Клімат поселення                              | Клімат поселення | Клімат поселення | Клімат поселення | Клімат поселення | Клімат поселення | Клімат поселення | Клімат поселення | Клімат поселення | Клімат поселення | Клімат поселення | Клімат поселення | Клімат поселення | Клімат поселення |
| Показник                                      | Січ.             | Лют.             | Бер.             | Квіт.            | Трав.            | Черв.            | Лип.             | Серп.            | Вер.             | Жовт.            | Лист.            | Груд.            |                  |
| Середній максимум, °C                         | 5,12             | 5,82             | 8,54             | 12,31            | 17,18            | 20,66            | 20,60            | 20,36            | 16,19            | 11,89            | 7,06             | 3,76             |                  |
| Середня температура, °C                       | −0,81            | −0,11            | 2,58             | 6,37             | 11,24            | 14,72            | 16,98            | 16,72            | 12,56            | 8,26             | 3,44             | 0,14             |                  |
| Середній мінімум, °C                          | −6,77            | −6,06            | −3,37            | 0,41             | 5,28             | 8,76             | 13,34            | 13,10            | 8,92             | 4,62             | −0,19            | −3,51            |                  |
| Норма опадів, мм                              | 101              | 102              | 104              | 117              | 104              | 108              | 71               | 91               | 135              | 155              | 177              | 143              |                  |
| Середньомісячна швидкість вітру, м/с          | 2.49             | 2.62             | 2.82             | 2.69             | 2.49             | 2.28             | 2.21             | 2.12             | 2.25             | 2.42             | 2.68             | 2.73             |                  |
| Середньомісячна сонячна радіація, кДж/м²·день | 4599             | 7349             | 10711            | 15118            | 19148            | 20817            | 22677            | 19547            | 14454            | 9395             | 4989             | 3864             |                  |
| --------------------------------------------- | ---------------- | ---------------- | ---------------- | ---------------- | ---------------- | ---------------- | ---------------- | ---------------- | ---------------- | ---------------- | ---------------- | ---------------- | ---------------- |
| Джерело:                                      |                  |                  |                  |                  |                  |                  |                  |                  |                  |                  |                  |                  |                  |